# Supermarine Seafang
Le Supermarine Seafang est un chasseur britannique destiné à la Fleet Air Arm conçu durant la Seconde Guerre mondiale et réalisé dans l'immédiat après-guerre. Il est souvent considéré comme la version navalisée du Supermarine Spiteful. Il reste la dernière évolution du célèbre Spitfire.

## Historique

### Développement
En avril 1945, l'Air Ministry émit la Specification N.5/45 relative à la dotation par la Royal Navy d'un nouvel avion de chasse destiné à servir sur ses porte-avions. En fait, celle-ci n'était destinée qu'à un seul avionneur, Supermarine et à la version navalisée de son chasseur Spiteful, connue comme Supermarine type 382. Une commande fut officiellement passée en mai 1945 pour deux prototypes et 150 avions de série.
De manière basique, le premier prototype se présentait sous la forme d'un Spiteful auquel on avait ajouté une crosse d'appontage et à qui on avait renforcé le train d'atterrissage pour permettre d'opérer sur pont d'envol. Il réalisa son premier vol en janvier 1946, et fut immédiatement transféré auprès du Royal Aircraft Establishment pour y subir des séries d'essais en vol.
Là, les ingénieurs aéronautiques démontrèrent la relative obsolescence de cet avion vis-à-vis de ce qui se faisait alors, et notamment des avions à réaction dont le de Havilland Sea Vampire. De ce fait, la commande de 150 avions fut annulée et ramenée à 17 machines de série seulement.
Finalement, seulement onze avions furent pleinement construits, les six autres n'étant livrés que comme réserves de pièces détachées.

### En service

#### Service actif
Les Supermarine Seafang entrèrent brièvement en service au sein de la Fleet Air Arm pour des missions de supériorité aérienne diurne. De 1949 à 1954, ils volèrent au-dessus du territoire britannique, sans presque jamais mettre une roue sur un porte-avions de la Royal Navy. En effet, mis à part les essais à bord du HMS Illustrious il ne fut jamais autre chose qu'un chasseur terrestre.
Il fut remplacé par le chasseur monoturbopropulseur Westland Wyvern.

#### Utilisateurs
Royaume-Uni
- Fleet Air Arm, Squadron 827[1]
- Royal Aircraft Establishment

## Aspect technique

### Description
Le Supermarine Seafang  se présente sous la forme d'un monoplan à aile basse construit en métal. Doté d'un moteur en V Rolls-Royce Griffon Mk.89 d'une puissance de 2 350 chevaux entraînant deux hélices contrarotatives à trois pales chacune. Son train d'atterrissage classique escamotable est doté d'une roulette de queue orientable et d'une crosse d'appontage. Le pilote prenait place dans un cockpit monoplace doté d'une verrière dite en goutte d'eau (comme sur le P-51D) offrant un large champ de vision. L'armement se composait de quatre canons de calibre 20 mm installés deux par deux dans chaque aile, tandis que deux bombes de 454 kg pouvaient être emportées sous voilure.

### Versions
- Supermarine type 382 : Désignation constructeur du Seafang.
- Supermarine Seafang F Mk.31 : Désignation d'origine des avions de série avant annulation de la commande initiale.
- Supermarine Seafang F Mk.32 : Désignation finale des avions de série après annulation de la commande initiale.

### Développements liés
- Supermarine Seafire
- Supermarine Attacker